# Kovács István (operaénekes)
Kovács István (Szombathely, 1972. január 27. –) magyar operaénekes, basszus.

## Életút

### Magyarország
Kovács István iskoláit Szombathelyen és Pécsett végezte el. 1996-ban a Pécsi Tudománygyetem Általános Orvosi Karán diplomázott, majd a Kórélettani Tanszéken kapott orvosgyakornoki állást. Részt vett a tanszéken folyó kutatási munkákban illetve az orvostanhallgatók oktatásában. A hallgatók visszajelzése alapján két tanévben is megkapta az Év oktatója címet.
Énektehetsége az 1993-as Ki mit tud?-on tűnt fel, amelynek döntőjében zenei kategóriában második díjat nyert. Zenei és énekes tanulmányait Schultz Katalin, Polgár László és Sherman Lowe irányításával folytatta.
A Magyar Állami Operaház színpadán  1997 és 2007 között Basilio (A sevillai borbély), Sarastro (A varázsfuvola), Sparafucile (Rigoletto), Guglielmo (Così fan tutte), Raimondo (Lammermoori Lucia) és Kuruzs (Karnyóné házassága) szerepeiben lépett fel.

### Külföldi díjak  és szereplések
- 1997 és 1999 között díjazottja volt a grazi Schubert és a 20. század zenéje daléneklési versenynek, majd a barcelonai Francisco Viñas, a müncheni ARD és a salzburgi Mozart énekversenyeknek. 2004-ben Liszt Ferenc-díjjal tüntették ki. Koncerténekesként fellépett többek között az Izraeli Filharmonikus Zenekarral, a lipcsei Gewandhaus zenekarral, a milánói Orchestra Verdivel a budapesti, a müncheni, a hamburgi és a stuttgarti rádiózenekarokkal.
- Az 1999–2000-es évadban öt szerepet énekelt a torinói Teatro Regio színpadán, köztük Trulove, Sztravinszkij A léhaság útja, Gurlitt kapitány Berg Wozzeck, Haly, Rossini Olasz nő Algírban és Raimondo, Donizetti Lammermoori Lucia című operáinak szerepeit.
- 2000–2001-ben  a strasbourgi Opera du Rhin szerződtette Publio szerepére Mozart Titus kegyelme című operájába és Antonio Cesti Il Tito című művében Apollonio szerepére, William Christie zenei vezetésével.
- 2001–2002-ben a Frankfurt am Maini Opera színpadán énekelte Angelotti szerepét a Toscában és Nummer V. szerepét Henze Das Verratene Meer című művében.
- 2003-ban Don Giovanni szerepét énekelte Miskolci Nemzetközi Operafesztiválon. Puccini Turandotjának Timur szerepében debütált a berlini Staatsoper unter den Lindenben, és Selim szerepét énekelte St. Moritzban.
- 2004–2005-ben újra meghívást kapott Timur szerepére a berlini Staatsoperbe. A palermói Teatro Massimóban a Kékszakállút és Monstre szerepét énekelte, utóbbit Jacques Ibert Persée et Andromede című operájában. 2004-ben a Magyar Televízió A kékszakállú herceg vára című operafilmjében Kékszakállút alakította.
- A 2007–2008-as évadban Sarastro szerepét énekelte Rómában, a Kékszakállút a bolognai Teatro Communaléban, valamint Lord Sydney szerepét Rossini A reimsi utazás című művében Avignon, Reims, Massy (Essonne) és Vichy operaházaiban.
- 2009–2010-ben fellépett Toulouse, Marseille, Bordeaux operaházaiban Lord Sidney szerepében. Tokióban Kékszakállú szerepét énekelte. Aeneas volt a Dido és Aeneas című Purcell-operában a Miskolci Operafesztiválon, Rossini II. Mohamedje címszerepét énekelte az I. Isztambuli Operafesztivál nyitóelőadásán és Verdi Attilájának címszerepét az olaszországi Aquileában.

Rendszeresen ad dalesteket.

### Főbb szerepei
- Bartók: A kékszakállú herceg vára – Kékszakállú
- Sztravinszkij: A léhaság útja – Truelove
- Mozart: Don Giovanni – Don Giovanni
- Mozart: Titus kegyelme – Publio
- Mozart: A varázsfuvola – Sarastro és Papageno
- Puccini: Turandot – Timur
- Rossini: A reimsi utazás – Lord Sydney
- Rossini: Olasz nő Algírban – Haly
- Verdi: Attila – Attila
- Vajda János: Karnyóné házassága – Kuruzs

### Megjelent lemezei
- CD lista

## Díjai és kitüntetései
- A Magyar Érdemrend lovagkeresztje (2019)
- Oláh Gusztáv-emlékplakett (2022)